# Kigali (stad)
Kigali is de hoofdstad en met 1.745.555 inwoners tevens de grootste stad van Rwanda. De stad ligt ongeveer in het midden van het land. In 1962 werd Kigali uitgeroepen tot hoofdstad en sindsdien is de stad het economische, culturele en bestuurlijke centrum van het land geworden. Kigali strekt zich uit over meerdere heuvelruggen en valleien. Het ligt in de gelijknamige provincie, die in januari 2006 werd uitgebreid als onderdeel van de reorganisatie van de provinciegrenzen. De stadsgrenzen van Kigali bestrijken de hele provincie.

## Geschiedenis

### Oprichting en koloniale periode
De stad Kigali werd in 1907 gesticht door de Duitse ontdekkingsreiziger Richard Kandt. Rwanda en het naburige Burundi waren tijdens de Conferentie van Berlijn in 1884 aan Duitsland toegewezen en Duitsland vestigde zich in 1897 in het land met de vorming van een alliantie met de Mwami van Rwanda, Yuhi V. Kandt arriveerde in 1899 toen hij het Kivumeer ging verkennen op zoek naar de bron van de Nijl. Toen Duitsland in 1907 besloot het bestuur van Rwanda te scheiden van dat van Burundi, werd Kandt aangesteld als de eerste koloniale beheerder. Hij koos ervoor om zijn hoofdkantoor in Kigali te vestigen vanwege de centrale ligging in het land, en ook omdat het gebied een goed uitzicht en veiligheid bood. Kandt bouwde een huis in Nyarugenge, het eerste huis in Europese stijl in de stad, dat nog steeds in gebruik is als het Kandt House Museum of Natural History. Ondanks een Duitse verordening geschreven in 1905, dat "niet-inheemse inwoners" verbood om Rwanda binnen te komen, begon Kandt de toelating van Indiase handelaren in 1908, waardoor commerciële activiteit in 1908 in Rwanda kon beginnen. De eerste bedrijven werden dat jaar in Kigali opgericht door Griekse en Indiase kooplieden, met hulp van Baganda en Swahili-mensen. Spullen die werden verhandeld waren vooral stoffen en kralen. De commerciële activiteit was echter beperkt en er waren slechts ongeveer 30 bedrijven in de stad in 1914. Kandt opende ook door de overheid gerunde scholen in Kigali, waar Tutsi-studenten werden opgeleid.
Belgische troepen namen de controle van Rwanda en Burundi over in 1916, tijdens de Eerste Wereldoorlog, en kregen soevereiniteit door een mandaat van de Volkenbond in 1919. Begin 1917 probeerde België een rechtstreekse heerschappij over de kolonie te handhaven, koning Musinga te arresteren en Rwandezen in de rechterlijke macht op een zijspoor te zetten. In deze periode was Kigali een van de twee provinciale hoofdsteden, naast Gisenyi. De moeilijkheid om de complexe Rwandese samenleving te besturen, en een verlammende hongersnood, brachten de Belgen ertoe om eind 1917 de indirecte heerschappij in Duitse stijl te herstellen. Musinga werd hersteld op zijn troon in Nyanza, waarbij Kigali hoofdplaats bleef van het koloniale bestuur. Deze regeling bleef bestaan tot het midden van de jaren 1920, maar vanaf 1924 begonnen de Belgen de monarchie opnieuw te negeren, dit keer permanent. België nam de controle over geschillenbeslechting, de benoeming van ambtenaren en de uitbreiding van de controle over. Kigali bleef relatief klein gedurende de rest van het koloniale tijdperk, omdat een groot deel van de administratie plaatsvond in de hoofdstad Usumbura van Ruanda-Urundi, nu bekend als Bujumbura in Burundi. De bevolking van Usumbura overschreed de 50.000 in de jaren 1950 en was de enige stad in Europese stijl van de kolonie, terwijl de bevolking van Kigali rond de 6000 bleef tot de onafhankelijkheid in 1962.

### Post-koloniale tijd
Kigali werd de hoofdstad van Rwanda na de onafhankelijkheid in 1962. De traditionele hoofdstad was de zetel van de mwami in Nyanza, terwijl de koloniale machtszetel in Butare was, toen bekend als Astrida. Butare was aanvankelijk de belangrijkste kanshebber om de hoofdstad van de nieuwe onafhankelijke natie te worden, maar Kigali werd gekozen vanwege de centrale ligging. De stad groeide langzaam gedurende de volgende decennia, maar behield het gevoel van een kleine stad, met slechts 25.000 inwoners en vijf verharde wegen aan het begin van de jaren zeventig. Op 6 juli 1973 was er een geweldloze militaire coup, waarbij minister van defensie Juvénal Habyarimana regerend president Gregoire Kayibanda ten val bracht.
In april 1994 werd president Habyarimana vermoord, toen zijn vliegtuig neergeschoten werd in de buurt van de internationale luchthaven van Kigali. Dit was de catalysator voor de Rwandese Genocide, waarbij tussen de 500.000 en 1.000.000 Tutsi en politiek gematigde Hutu's werden gedood in goed geplande aanvallen op bevel van de interim-regering. Oppositiepolitici gevestigd in Kigali werden gedood op de eerste dag van de genocide, en de stad werd vervolgens het decor voor hevige gevechten tussen het Rwandese leger en het door verdreven Tutsi gedomineerde Rwandees Patriottisch Front (RPF). Op 8 april vielen Rwandese regeringstroepen de RPF-basis in het parlementsgebouw uit verschillende richtingen aan, maar RPF-troepen vochten met succes terug. De RPF begon toen een aanval vanuit het noorden op drie fronten, in een poging snel verbinding te maken met zijn geïsoleerde troepen in Kigali. Het RPF ging gestaag vooruit en veroverde grote delen van het platteland ten noorden en oosten van Kigali, maar vermeed een aanval op de stad zelf, omdat de stad te zwaar werd verdedigd. In plaats daarvan voerden ze manoeuvres uit die waren ontworpen om Kigali te omsingelen en toevoerroutes af te snijden, en de rest van het land te veroveren. Medio juni was de RPF-omsingeling voltooid en begonnen ze te vechten voor de stad zelf. De regeringstroepen hadden superieure mankracht en wapens, maar het RPF vocht tactisch, en waren in staat om het feit te exploiteren dat de regeringstroepen zich concentreerden op de genocide in plaats van de strijd voor Kigali. Het RPF nam de controle over Kigali op 4 juli, een datum die nu wordt herdacht als Bevrijdingsdag, een nationale feestdag.
Na de genocide waren grote delen van Kigali verwoest. Een groot deel van de bevolking had de stad verlaten of was omgekomen tijdens de massamoorden. Na de genocide kwamen de Oegandese Tutsi echter weer terug naar Rwanda, en velen van hen kozen ervoor in Kigali te settlen. Hierdoor nam de bevolking snel weer toe en was deze binnen twee jaar weer terug op het vooroorlogse niveau. Toen veel Hutu terugkeerden uit de vluchtelingenkampen in het toenmalige Zaïre, koos een deel van hen er ook voor in Kigali te gaan wonen. Hierdoor groeide de bevolking van de stad naar meer dan 600.000 inwoners in 2002. Deze groei zette in de jaren erna door: in 2012 had de stad meer dan 1,1 miljoen inwoners. Dit had echter ook te maken met het feit dat de gemeentegrenzen waren vergroot bij de reorganisatie in 2006.

## Geografie

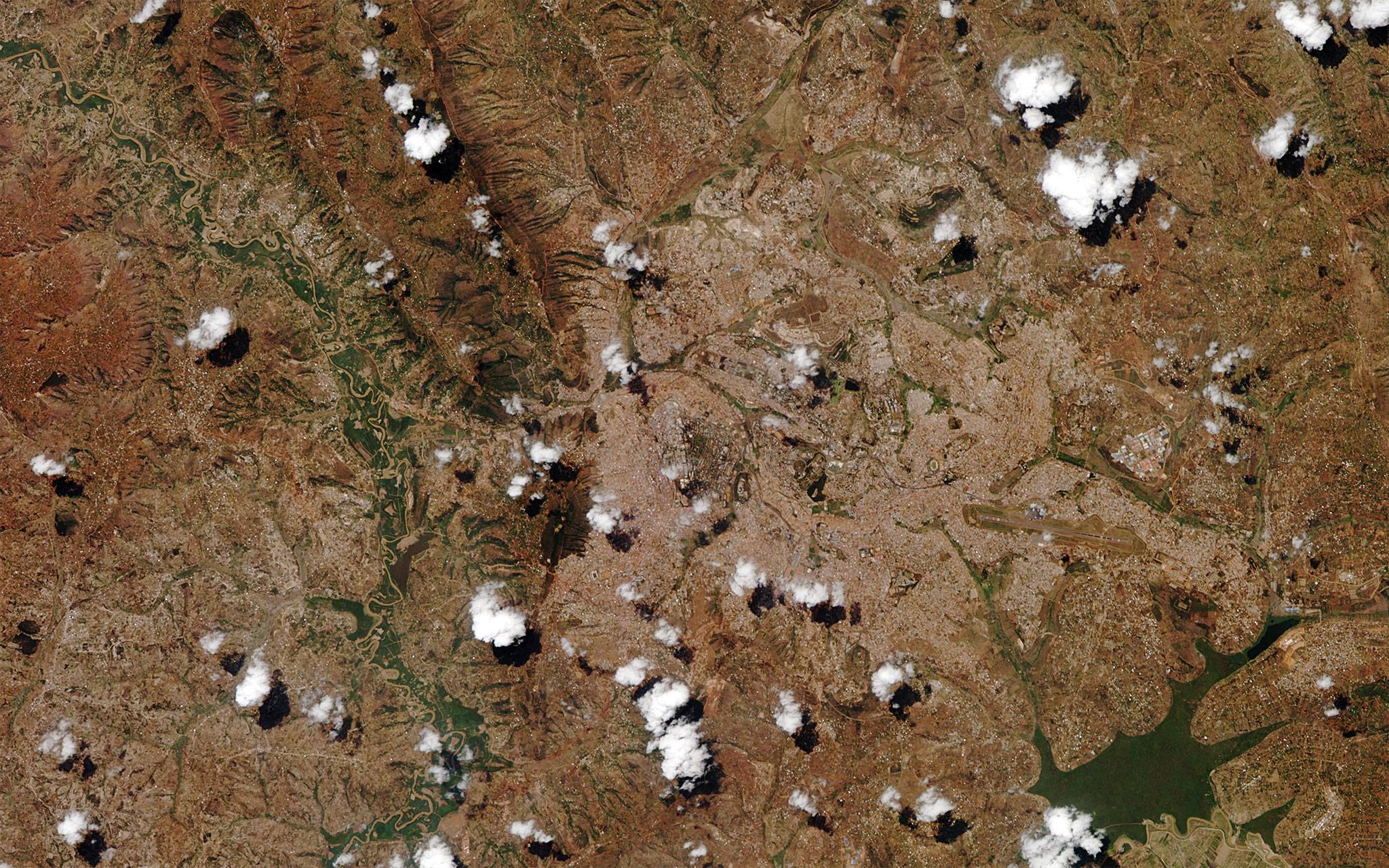
Satellietfoto van Kigali

Kigali ligt in het midden van Rwanda. De stadsgrenzen vallen samen met de gelijknamige provincie Kigali, een van de vijf provincies van Rwanda. De stad grenst aan de provincies Northern, Southern en Eastern.
De provincie is verdeeld in drie districten: Nyarugenge in het zuidwesten, Gasabo in het noorden en Kicukiro in het zuidoosten. Deze drie districten zijn verder onderverdeeld in 35 sectoren. Binnen de provinciegrenzen woont echter niet iedereen in de stad: van de drie districten had Kicukiro de hoogste urbanisatiegraad (99%), gevolgd door Nyarugenge (84%) en Gasabo (81%). Kigali ligt op heuvelachtig terrein en is gebouwd op meerdere heuvelruggen en valleien. De stad ligt tussen Mount Kigali en Mount Jali, beiden meer dan 1800 meter hoog, en de laagste valleien in de stad liggen ongeveer op 1300 meter hoogte. De rivier Nyabarongo, onderdeel van de bovenloop van de Nijl, vormt de westelijke en zuidelijke grens van de stad, maar ligt wel buiten de bebouwde kom. De grootste rivier die door de stad loopt is de Nyabugogo, die vanuit het Muhazimeer naar het zuidwesten stroomt om vervolgens uit te monden in de Nyabarongo. Het stroomgebied van de Nyabugogo bevat het grondgebied van de stad. Door de valleien van de stad lopen nog meerdere kleine riviertjes. Aan deze riviertjes grenst vaak drasland, dat voor een groot deel van het waterreservoir van de stad zorgt. Delen van het drasland worden echter bedreigd door landbouw. Het stadsbestuur zet zich tegen de degradatie van het drasland in en heeft recentelijk een plan opgesteld voor het behoud ervan.
De stad kent een tropisch savanneklimaat (Aw).

## Stadsbeeld

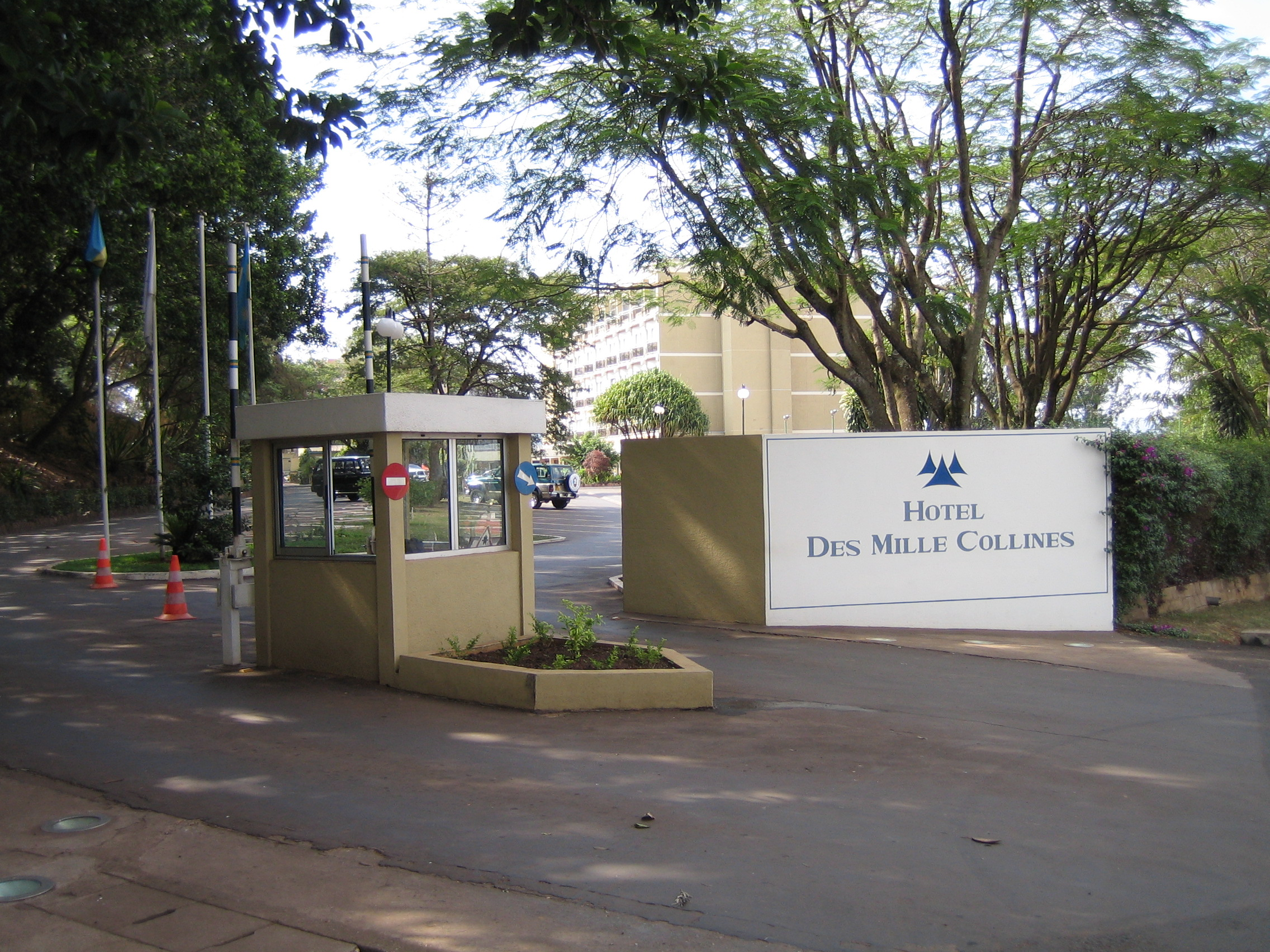
Het Hôtel des Mille Collines

Het stadscentrum van Kigali (ook wel bekend als 'mu mujyi' in Kinyarwanda) ligt op de heuvel Nyarugenge. Dit is tevens het oudste deel van de stad, waar Richard Kandt zijn huis vestigde. Het centrum bevat een CBD, dat zich de laatste jaren snel ontwikkelt. Een aantal van Rwanda's hoogste gebouwen staan hier, zoals de Kigali City Tower en het Makuza Peace Plaza. Ook hebben de meeste banken in Rwanda hier hun hoofdkantoor, en is er een aantal vooraanstaande hotels gevestigd, zoals het Serena- of Marriott Hotel. Het bekendste hotel van de stad is waarschijnlijk echter het Hôtel des Mille Collines. In dit hotel werden tijdens de Rwandese genocide honderden Tutsi beschermd tegen de dood. Deze gebeurtenissen zijn later verfilmd in de film Hotel Rwanda.
Vanuit Nyarugenge breidde de stad zich in de jaren 20 uit naar het zuiden, waar de wijk Nyamirambo ontstond. Nyamirambo staat ook bekend als de 'Muslim Quarter', door het grote aantal moslims wat er woont. De Groene Moskee (Masjid Al-Fatah) werd hier gebouwd in de jaren 30 en is de oudste moskee van Rwanda. Nyamirambo wordt vaak gezien als de 'coolste' wijk van de stad, door de multiculturele sfeer en het bruisende nachtleven.

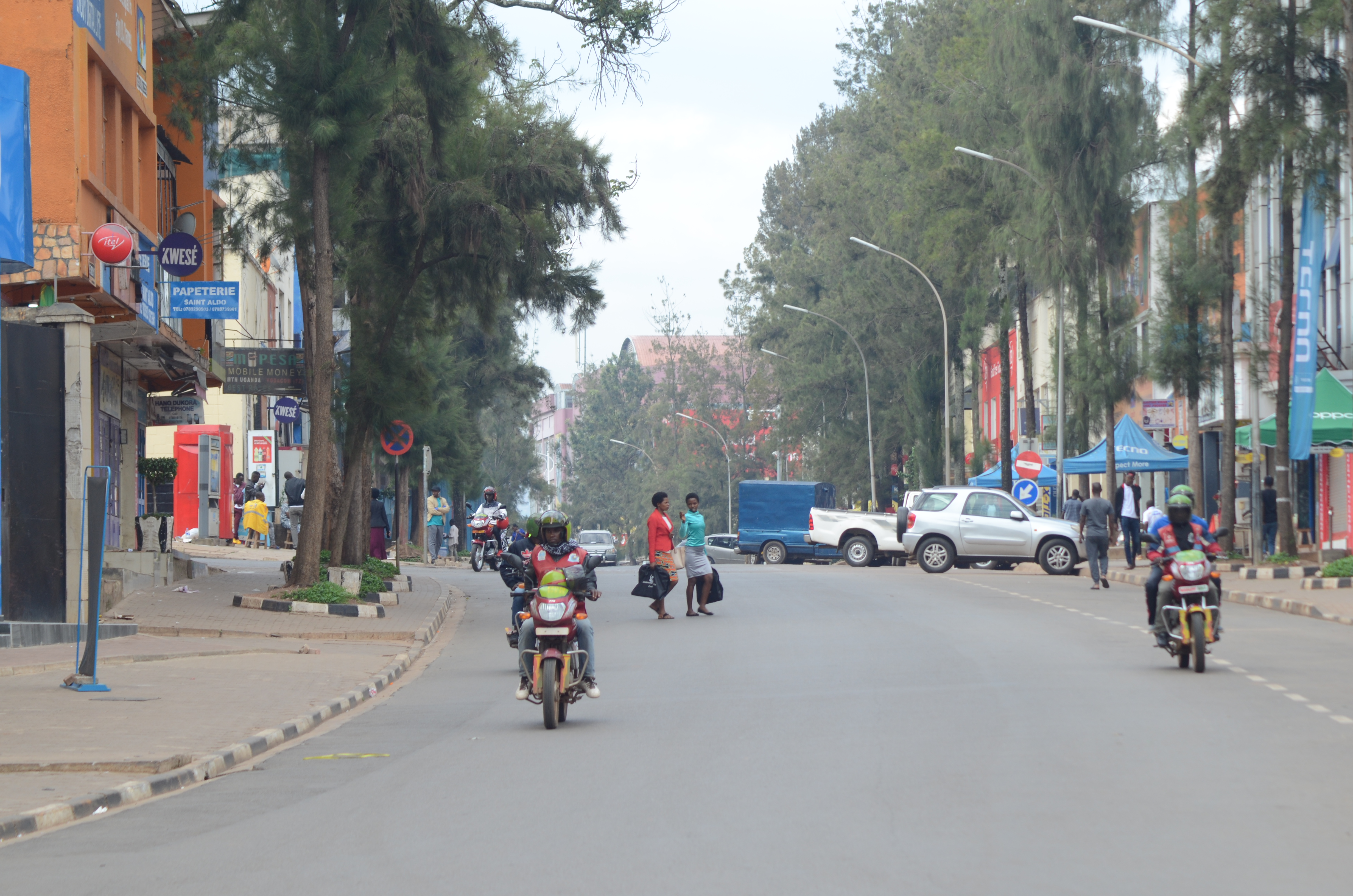
Een straat in het stadscentrum

Ten westen van het centrum ligt de wijk Nyabugogo. Deze wijk ligt aan de gelijknamige Nyabugogorivier, en ligt op het laagste punt van de stad. Het centrale busstation van de stad ligt hier, voor zowel nationaal als internationaal vervoer. In de laatste jaren ontwikkelt dit gebied zich als de gateway naar de rest van Rwanda.
Het overgrote deel van de stad ligt ten oosten van het centrum. Een aantal belangrijke wijken zijn: Kacyiru, de wijk waar de meeste overheidsinstanties geconcentreerd zijn; Gisozi, waar het Kigali Genocide Memorial gebouwd is; Kimihurura, waar het Kigali Convention Centre staat; en Remera, de sport hub van de stad, waar het Amahorostadion en de Kigali Arena te vinden zijn.
In de laatste jaren is de stad snel gegroeid, en dit heeft geleid tot nieuwe wijken, zoals Kagugu, Kinyinya, Gahanga en Masaka.

## Bevolking

### Demografische ontwikkeling
Sinds de onafhankelijkheid van Rwanda is het aantal inwoners van de stad snel gegroeid. Naar verwachting zal deze groei de komende jaren door blijven zetten. Schattingen over het huidige aantal inwoners liggen tussen de 1,6 en 1,8 miljoen. Het stadsbestuur verwacht dat de stad in 2040 ongeveer 4 miljoen inwoners zal tellen.

## Sport
Kigali heeft de laatste jaren meerdere grote sportevenementen georganiseerd, waaronder meerdere grotere basketbalevenementen. De finales van de Basketball Africa League 2021 en 2022 werden in de Kigali Arena gehouden. De Rwandese regering wil het sporttoerisme in het land boosten en probeert een sport hub op het Afrikaanse continent te worden. Van 21 tot 28 september 2025 zal Kigali het wereldkampioenschap wielrennen organiseren. Het is daarmee de eerste keer dat het evenement in Afrika georganiseerd wordt. Eerder organiseerde de stad in 2010 en 2018 al de Afrikaanse kampioenschappen wielrennen.

## Infrastructuur

### Transport

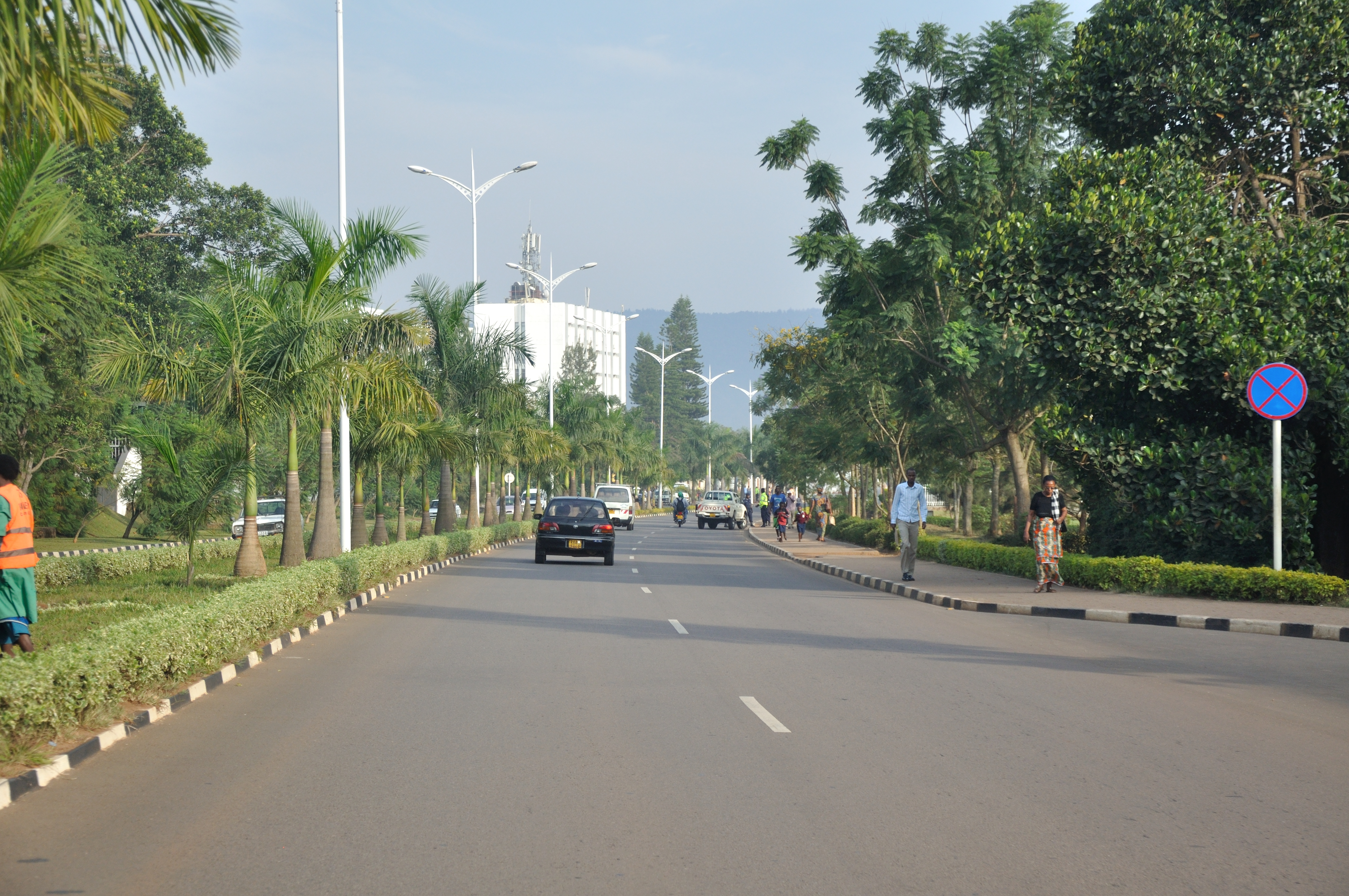
Een straat in Kacyiru

Kigali is het centrum van Rwanda's weggennetwerk, met wegen die de stad met de meeste andere grote steden in het land verbinden. Een aantal van deze wegen lopen verder door naar het buitenland. Zo heeft Kigali een verbinding met onder andere Kampala en Nairobi, ook wel bekend als de Northern Corridor.
Kigali heeft 2851 kilometer aan wegen binnen de stadsgrenzen. Hiervan is 16% geasfalteerd. Dit percentage neemt de laatste jaren gestaag toe: het stadsbestuur is bezig om door middel van meerdere grote projecten geleidelijk het grootste deel van de straten in de stad te asfalteren. De laatste jaren heeft de gemeente ook veel van de hoofdwegen geüpgraded van enkele rijbaanswegen naar dubbele rijbaanswegen.
Het openbaar vervoer in Kigali bestaat uit een busnetwerk. Historisch gezien bestond het openbaar vervoer van de stad voornamelijk uit informele minibussen, met 16 passagiers per bus. Sinds het begin van de jaren 2010 zijn deze echter uitgefaseerd en vervangen door grotere bussen, die op vaste lijnen rijden. Er bestaan plannen om de komende jaren een bus rapid transit-systeem te gaan ontwikkelen, met het oog op de groeiende bevolking.

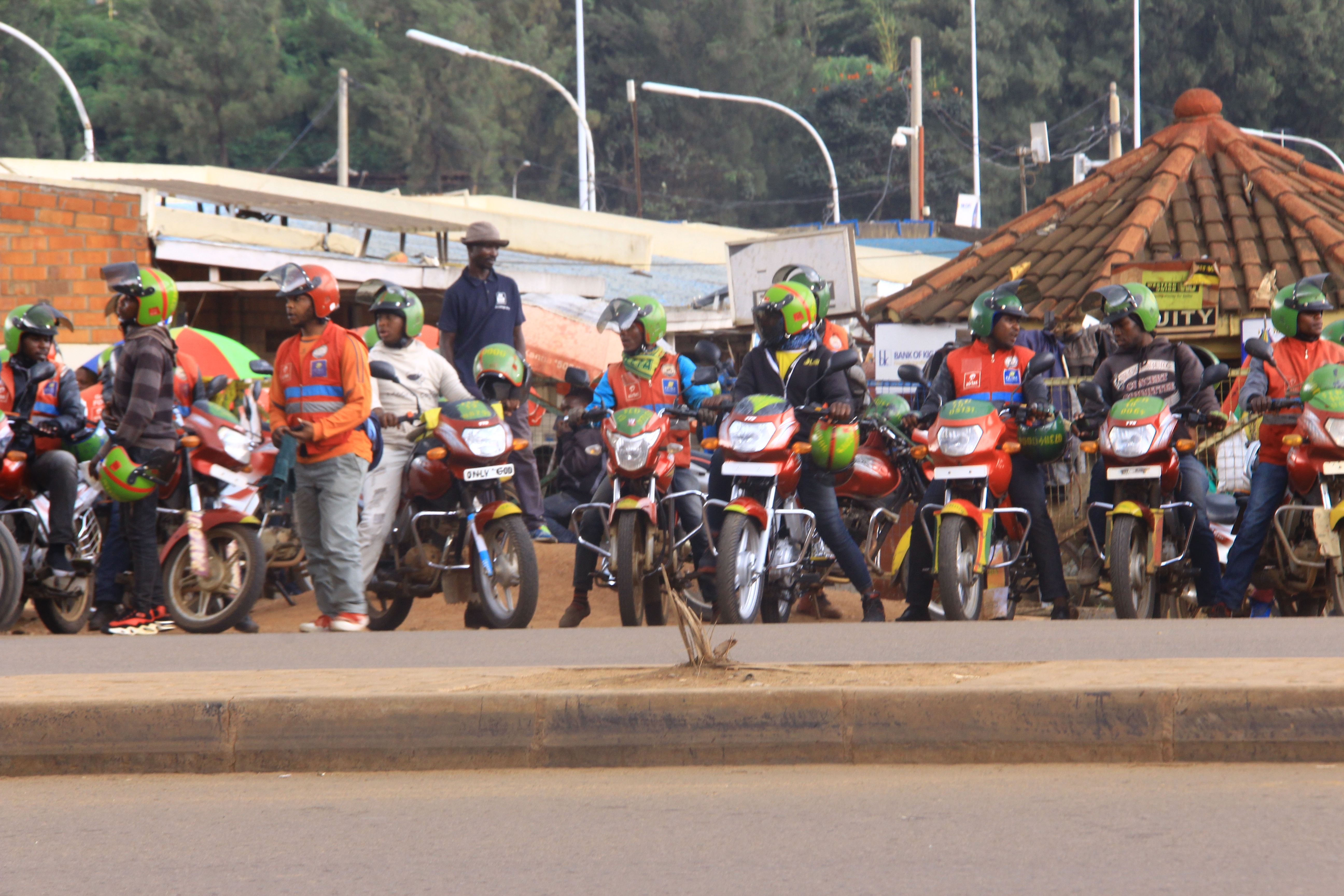
Moto-chauffeurs in Nyabugogo

Een groot deel van de stadsbevolking maakt dagelijks gebruik van motortaxis, beter bekend als motos. Op een motortaxi vervoert de chauffeur de passagier naar diens bestemming. De passagier neemt achterop plaats. In Kigali zijn er naar schatting 25.000 motos actief. De Rwandese regering heeft plannen om de motortaxivloot om te bouwen naar elektrische motors. Dit zal gebeuren in samenwerking met Ampersand Motos, een Amerikaans bedrijf gevestigd in Rwanda.
Rwanda heeft geen spoorwegverbindingen met het buitenland. De Rwandese regering heeft echter een akkoord getekend voor de aanleg van een spoorweg die Kigali zal verbinden met Isaka in Tanzania.
Kigali International Airport, gelegen in het oosten van de stad, is het belangrijkste vliegveld van Rwanda. Door de groei van de stad is het echter niet mogelijk om het vliegveld uit te breiden; de regering heeft daarom gekozen voor de aanleg van Bugesera International Airport, dat wordt gebouwd in het nabijgelegen Rilima in de Southern Province. Dit vliegveld zal rond 2024 worden opgeleverd en zal het grootste deel van de internationale vluchten op zich gaan nemen.

## Geboren
- Désiré Mbonabucya (1977), voetballer
- Jimmy Mulisa (1984), voetballer
- Henri Munyaneza (1984), voetballer
- Janvier Hadi (1991), wielrenner
- Ncuti Gatwa (1992), acteur